# Contea di Pocahontas (Virginia Occidentale)
La contea di Pocahontas ( in inglese Pocahontas County ) è una contea dello Stato della Virginia Occidentale, negli Stati Uniti. La popolazione al censimento del 2000 era di 9 131 abitanti. Il capoluogo di contea è Marlinton.